# Stephanie Hsu
Stephanie Ann Hsu, född 25 november 1990 i Torrance i Kalifornien, är en amerikansk skådespelare.
Hsu har bland annat medverkat i TV-serien The Marvelous Mrs. Maisel sedan 2019. År 2022 spelade hon två av rollerna i långfilmen Everything Everywhere All at Once. Hon fick god kritik för rollen och nominerades till flera priser, bland annat Oscar för bästa kvinnliga biroll.